# Svart änka (film, 2025)
Svart änka (originaltitel: La viuda negra) är en spansk äventyrs- och kriminaldramafilm som hade premiär på strömningstjänsten Netflix den 30 maj 2025. Den är regisserad av Carlos Sedes och baserad på verkliga händelser.

## Handling
Filmen handlar om den utredning som följer på en mans död och avslöjar hans änkas hemliga dubbelliv bakom den perfekta fasaden.

## Rollista (i urval)
- Ivana Baquero - Maje
- Tristán Ulloa - Salva Rodrigo
- Carmen Machi - Eva
- Pablo Molinero - Turrientes